# Monumentul lui Panait Donici din București
Monumentul lui Panait Donici este opera sculptorului român Oscar Späthe (1875 - 1944), membru fondator al societății Tinerimea artistică. 
Monumentul a fost inaugurat în anul 1914. Realizat din bronz, bustul este așezat pe un soclu înalt de piatră. Pe partea frontală a soclului, pe o placă de marmură, este dăltuită următoarea inscripție:
| MAIOR PANAIT DONICI 1825 - 1905 MINISTRU AL LUCRĂRILOR PUBLICE 1859 - 1868 COMANDANTUL PRIMULUI BATALION DE GENIU 1859 - 1862 |

Panait Donici (1825-1905) a fost un militar și om politic român. De-a lungul vieții a deținut funcțiile de ministru al Lucrărilor Publice în Moldova (aprilie 1859-mai 1860), căpitan și comandant al Batalionului de geniu din Moldova (septembrie 1869-decembrie 1860), căpitan și maior-comandant al Batalionului de geniu din Muntenia (decembrie 1860-aprilie 1862) și ministru al Agriculturii, Comerțului și Lucrărilor Publice (noiembrie 1867-februarie 1868). Este considerat „organizatorul trupelor de geniu” din România.
Bustul este înscris în Lista monumentelor istorice 2010 - Municipiul București - la nr. crt. 2327, cod LMI B-III-m-B-20011.
Monumentul se află pe Bulevardul Iuliu Maniu nr. 1-3, sector 6, în imediata apropiere a statuii geniului - „Leul”.